# Idiodes gerasphora
Idiodes gerasphora là một loài bướm đêm trong họ Geometridae.